# Stačilo!
Stačilo! (lett. "Basta!") è una coalizione politica della Repubblica Ceca, annunciata il 4 dicembre 2023 da Kateřina Konečná, presidente del Partito Comunista di Boemia e Moravia (KSČM). La coalizione è composta da KSČM, Democratici Uniti - Associazione degli Indipendenti (SD-SN), Partito Nazionale Sociale Ceco (ČSNS) e individui indipendenti.

## Storia
Nel novembre 2023, il KSČM ha annunciato la sua intenzione di formare un'ampia alleanza politica per le elezioni del Parlamento europeo del 2024, mentre gli altri membri della coalizione saranno annunciati a dicembre.
La leader del KSČM Kateřina Konečná ha annunciato la coalizione il 4 dicembre 2023, affermando che era stata avviata dal KSČM "con l'obiettivo di unire partiti e movimenti di sinistra e patriottici che non sono indifferenti alla posizione della Repubblica Ceca nell'Unione Europea, alla pratica della censura, allo spreco di denaro in armi o alle politiche sociali inefficaci che portano a differenze spaventose nel salario minimo all'interno dell'UE". I membri fondatori della coalizione erano KSČM e SD-SN; Konečná fu scelta come candidata capolista per la lista elettorale dell'alleanza. Ondřej Dostál, avvocato ed ex consulente sanitario del Partito Pirata Ceco, il candidato principale per i Democratici Uniti.
Nel marzo 2024, il Partito Nazionale Sociale Ceco ha annunciato la sua adesione alla coalizione. Il candidato principale del ČSNS nella lista è il presidente Michal Klusáček.
Il 4 dicembre 2023, la coalizione ha annunciato che parteciperà alle elezioni del Parlamento europeo nel giugno 2024. Konečná ha suggerito che la coalizione potrebbe continuare dopo le elezioni europee.

## Ideologia e politiche
Stačilo! si descrive come "di sinistra e patriottica" e "l'unica opposizione rilevante". Il movimento nel suo insieme è stato etichettato come “anti-sistema” ed euroscettico.
Konečná ha indicato come priorità l'abolizione del Green Deal europeo e l'annullamento del divieto previsto in tutta l'UE sulla vendita di automobili con motore a combustione. Si è inoltre impegnata a cessare la fornitura di armi all'Ucraina e ha chiesto la parità degli stipendi in tutta l'Unione Europea. Stačilo! sostiene inoltre la rimozione di tutte le sanzioni dell'UE contro la Russia e la Bielorussia e l'acquisto di gas naturale russo da parte dei Paesi dell'UE.

## Risultati elettorali

### Parlamento europeo
| Elezione | Capolista        | Voti    | %         | Seggi  | +/− | Gruppo EP |
| -------- | ---------------- | ------- | --------- | ------ | --- | --------- |
| 2024     | Kateřina Konečná | 283.935 | 9.56 (#4) | 2 / 21 | 1   | NI        |